# Gonadale richel

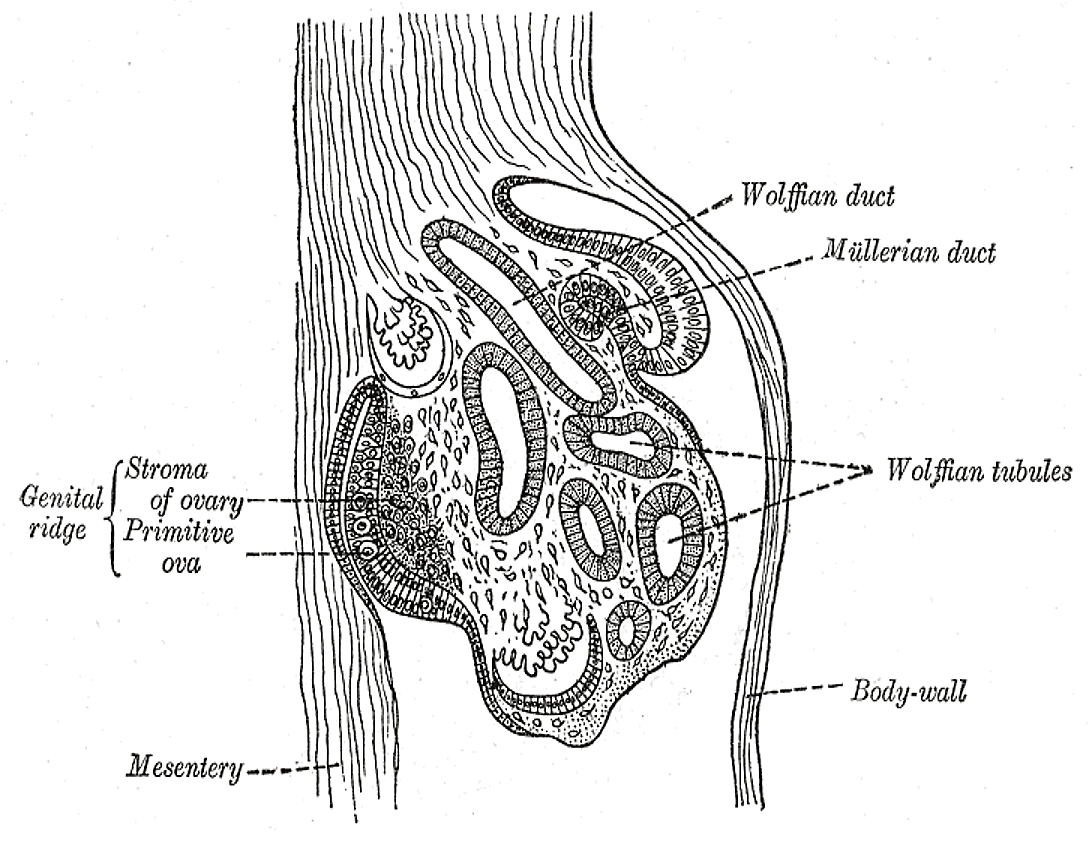
Godanale richel (Genital ridge). Oernier van een kippenembryo op de 4e dag na bevruchting. Links ervan bevindt zich de gonadale richel. Wolffian tubulus=oerniertubulus

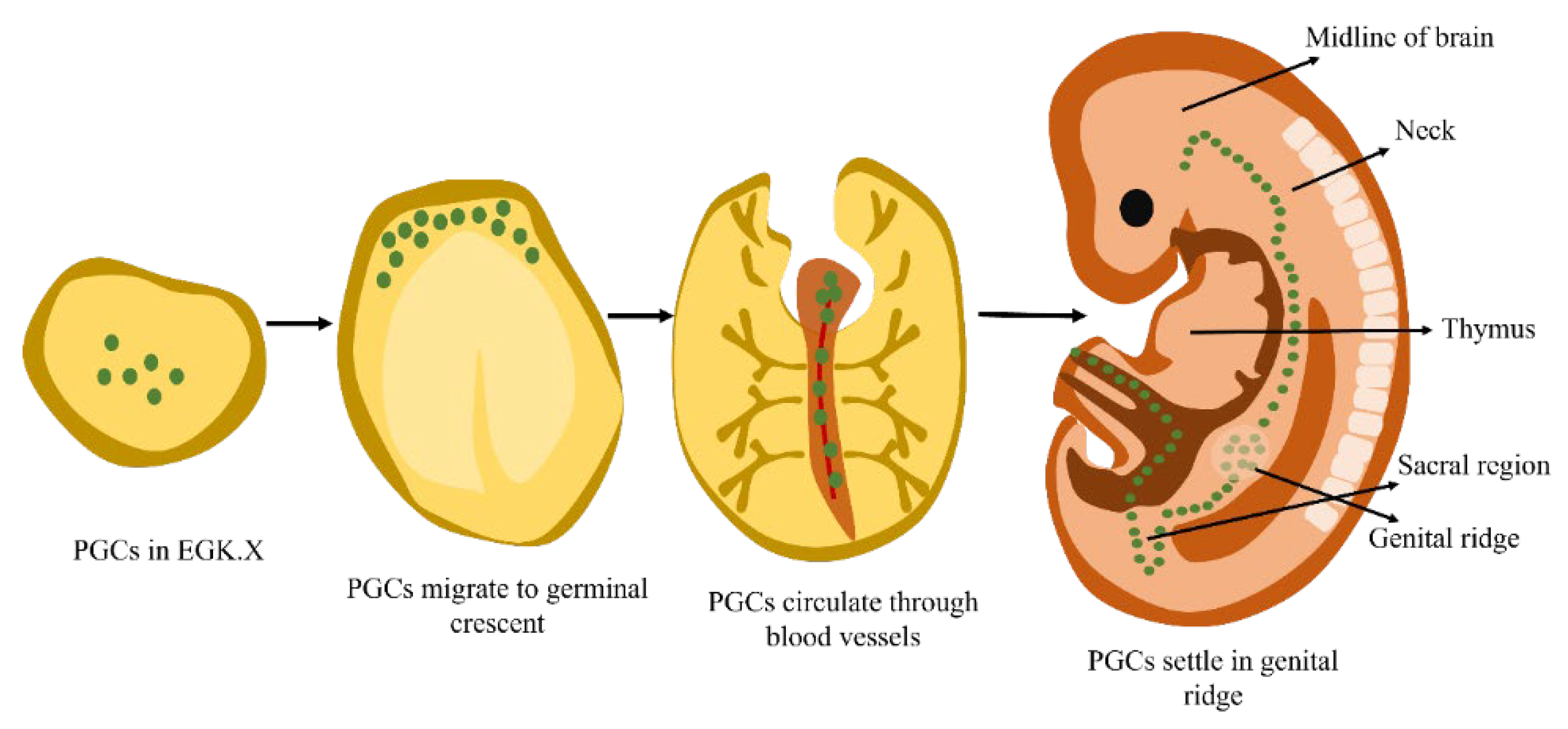
Migratie van de oerkiemcellen naar de gonadale richel. PGCs: oerkiemcellen. Germinal crescent (kiemhalveboogvormige gebied)

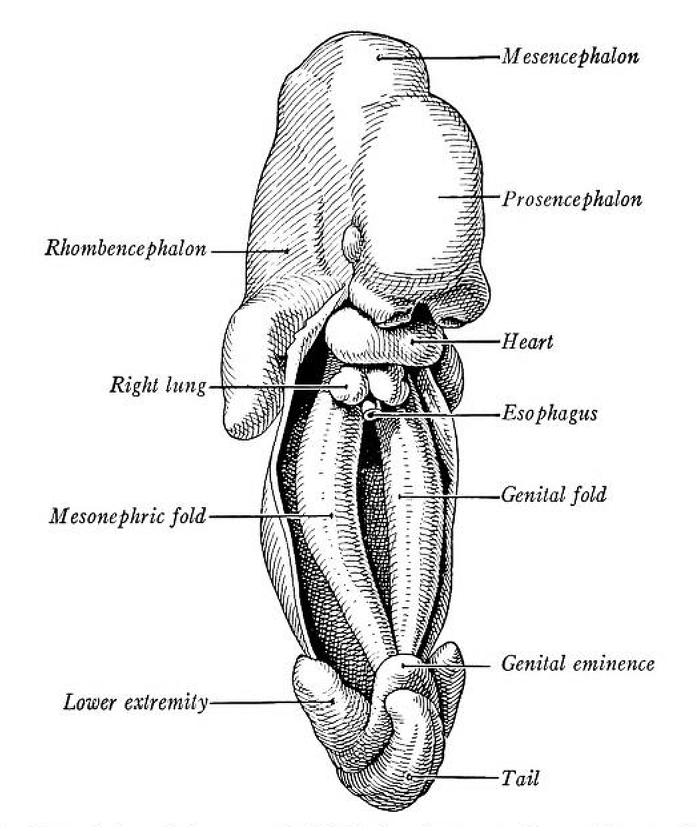
Ventraal aanzicht van de urogenitale riggels (genital fold=gonadale richel, mesonephric fold=oernierriggel) in een menselijk embryo van 9 mm (29-35 dagen oud vanaf de bevruchting).

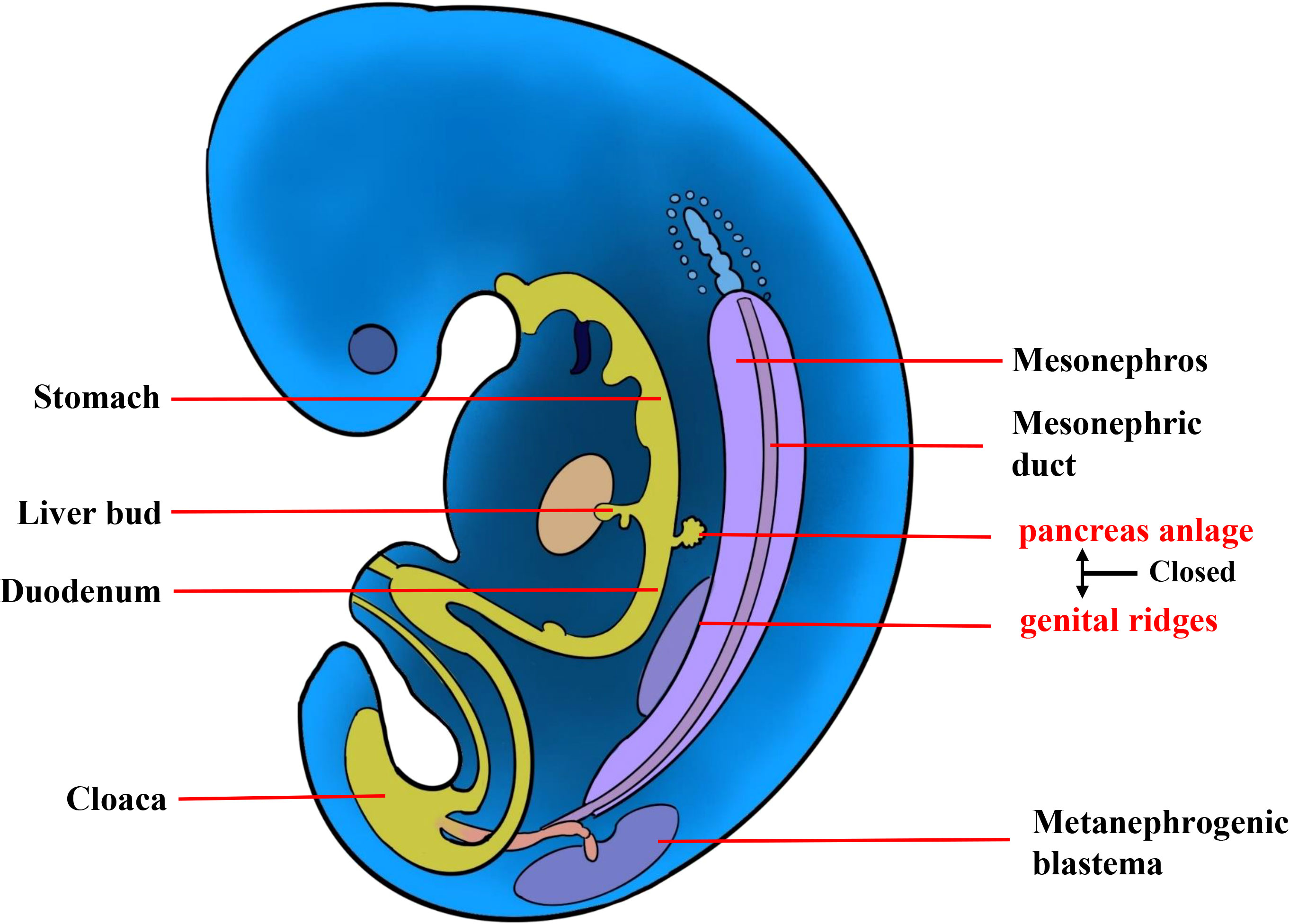
Gonadale riggel (Genital ridge) bij de mens. Mesonephros=oernier

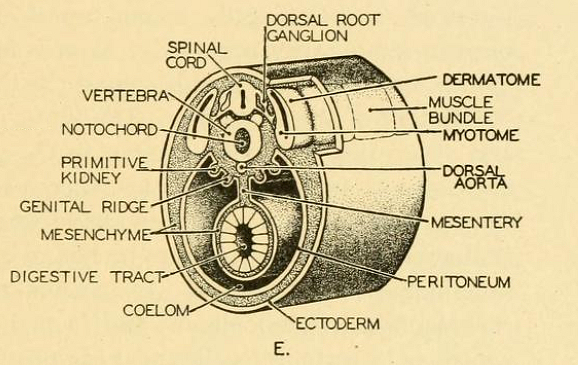
Godanale richel (Genital ridge) van lancetvisjes

De gonadale richel, genitale lijst of genitale richel (crista gonadalis) is de voorloper van de gonaden (geslachtsklieren). Het is een tweezijdige, longitudinale verdikking van het epitheel van het coeloom en het onderliggende mesenchym. Bij het menselijke embryo ontstaat de gonadale richel na ongeveer vijf weken, waaruit in de eerste twee maanden van de zwangerschap (embryonale ontwikkeling) de geslachtsstrengen gevormd worden. De epitheelcellen van de gonadale richels dringen het onderliggende mesenchym binnen om de primitieve geslachtsstrengen te vormen. Dit gebeurt kort voor en tijdens de aankomst van de oerkiemcellen naar de gepaarde gonadale richels. De oerkiemcellen ontstaan in de derde week na bevruchting in de wand van de dooierzak. In de zesde week migreren ze naar de gonaden.
De gonadale richels liggen op de achterwand van het lichaam tussen het achterste mesenterium en de oernierrichels, die zich ook aan beide zijden bevinden. Bij de meeste gewervelde dieren vormt alleen het middengedeelte van de gonadale richels de gonaden; de voor- en achterkant worden de geslachtsstrengen.

## Betrokken genen
Genen die verband houden met de zich ontwikkelende gonaden kunnen worden onderverdeeld in genen die de nog ongedifferentieerde gonade vormen, genen die bepalen of deze gonade zich zal differentiëren als mannelijk of vrouwelijk, en genen die differentiatie in mannelijke of vrouwelijke delen bevorderen. Genen die de nog ongedifferentieerde gonade vormen zijn SF1 en WT1. Genen die het geslacht bepalen zijn SRY-gen, SOX9 en DAX1. Genen die de differentiatie in mannelijke of vrouwelijke structuren aansturen zijn SF1, WT1 en WNT4. De andere genen spelen een rol in de ontwikkeling die niet uitsluitend seksgerelateerd is.

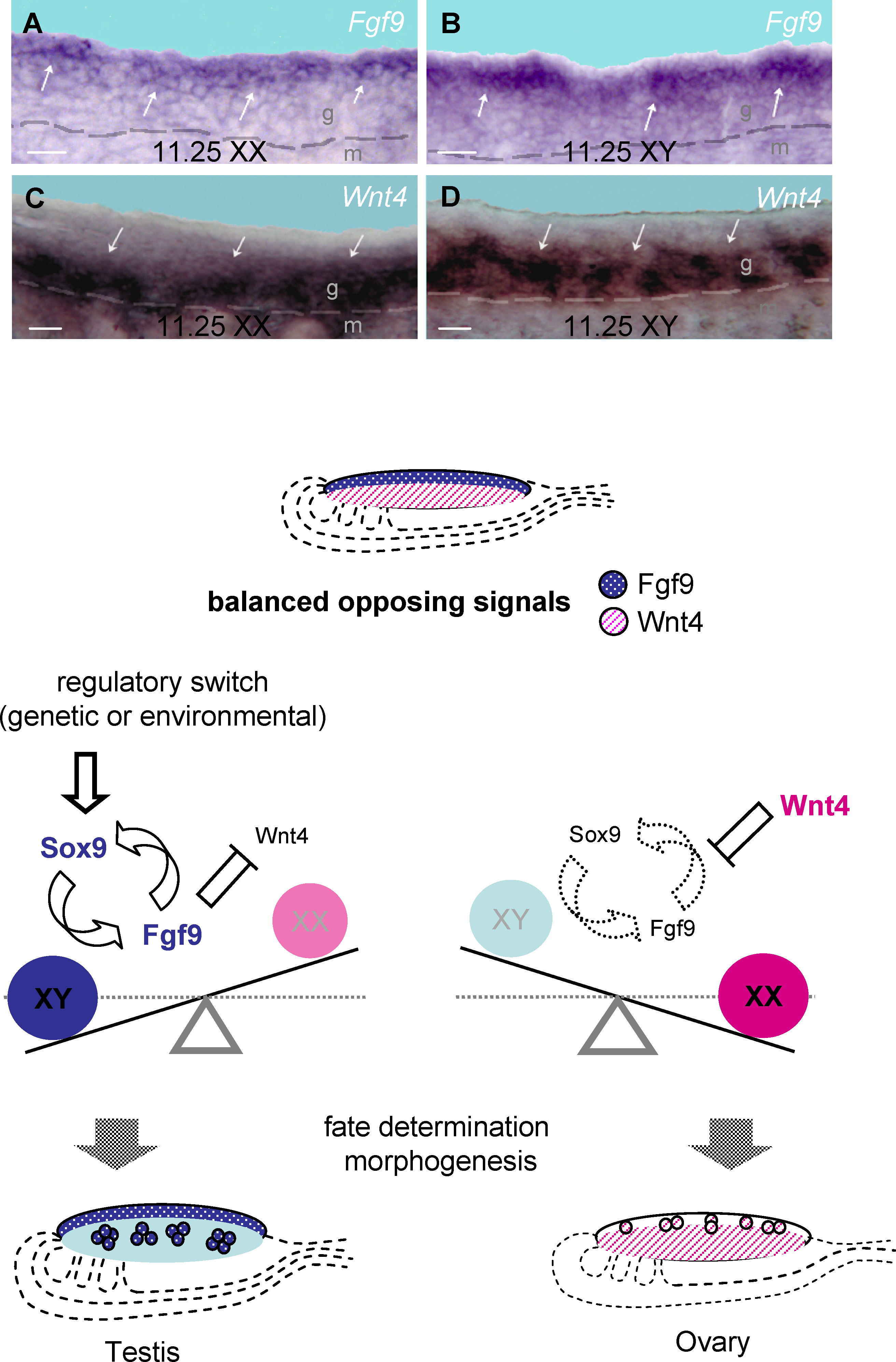
Tegengestelde signalen reguleren de geslachtsbepaling in de ongedifferentieerde gonade

### DMRT1
Er zijn aanwijzingen dat een DM-domeingen, DMRT1, betrokken is bij de seksuele ontwikkeling. Dit gen bevindt zich op chromosoom 9. De locatie duidt erop dat het nodig is voor de ontwikkeling van de teelbal. XY-mensen die hemizygoot zijn voor het chromosoom 9p, waar DMRT1 zich bevindt, zijn vaak vrouwelijk. Bij hemizygotie is er slechts één kopie van een gen in plaats van de gebruikelijke twee exemplaren. De vrouwelijkheid kan variëren van tweeslachtige genitaliën tot XY-geslachtsomkering. De DMRT1-homoloog van kip is gelokaliseerd op het Z-chromosoom. Vogels hebben heterogametische vrouwtjes (ZW) en homogametische mannetjes (ZZ). Het vogel-Z-chromosoom is syntenie geconserveerd met chromosoom 9 van mensen. ZZ-embryo's hebben een hogere dosis DMRT1 en hebben daarom het potentieel om een hogere expressie te hebben. Er is voorgesteld dat embryo's met een hogere expressie van Dmrt1 zich ontwikkelen tot mannen, terwijl embryo's met een lagere expressie zich ontwikkeling tot vrouwen.
In het gonadale primordium van de muis wordt de gonadale richel, die ontstaat uit het tussenliggende mesoderm, morfologisch verschillend bij E10.5 (E=embryonale dagen vanaf de bevruchting). Bij E12 is seksuele differentiatie van de gonaden duidelijk, wat aangeeft dat genen die betrokken zijn bij de vorming van de in aanleg tweeslachtelijke gonaden vóór E10.5 en E12 tot expressie worden gebracht. Vóór E10.5 wordt Dmrt1 op vergelijkbare niveaus tot expressie gebracht in de gonadale richels van zowel XX- als XY-embryo's. Bij E12.5 en E13.5 komt DMRT1 meer of minder tot expressie naarmate geslachtsspecifieke structuren zich beginnen te vormen. Bij E14.5 en E15.5 blijft de DMRT1-expressie in de teelbal behouden, terwijl deze in de eierstok begint af te nemen.

### SRY-gen
Bij muizen herbergt de gonadale richel het transcript voor het SRY-gen, het Y-chromosomale gen dat verantwoordelijk is voor geslachtsbepaling bij zoogdieren. De gonadale richel bestaat uit de gonadale voorloper en de oernier. De oernier is betrokken bij de ontwikkeling van de teelballen, maar zijn rol is differentiatie en niet bepaling. Dit wordt aangegeven door de afwezigheid van SRY-genexpressie in de oernier. SRY-genexpressie komt uitsluitend tot uiting in de zich ontwikkelende gonaden, waarbij de aanwezigheid in enig ander weefsel bij embryo's of volwassenen ontbreekt.
Nadat het SRY-gen de upregulatie in gang zet van SOX9 ontstaan de sertolicellen. De genexpressie hiervan leidt tot celdifferentiatie in de tot dan ongedifferentieerde gonadale richel.

### SOX9
SOX9 is een gen dat transcriptiefactor SOX9 codeert. Het gen bevindt zich bij de mens op locus 17q24.3 van chromosoom 17. Het is belangrijk voor de mannelijke geslachtsbepaling door de rol bij de teelbalvorming. Tijdens de embryonale ontwikkeling begint de expressie ervan door de activiteit van het SRY-gen, maar nadat deze voltooid is, moet SOX9 zijn eigen expressie reguleren om de ontwikkeling van de teelballen bij XY-individuen te garanderen. In transgene modellen van XX-muizen die SOX9 tot expressie brengen, kan overexpressie van dit gen de teelbaldifferentiatie bepalen tijdens de embryogenese.

### FGF9
Er is aangetoond dat FGF9 een cruciale rol speelt in de mannelijke geslachtsontwikkeling. De rol van FGF9 bij de geslachtsbepaling begint met de expressie ervan in de ongedifferentieerde gonaden.. Eenmaal geactiveerd door SOX9, is het verantwoordelijk voor het vormen van een terugkoppelingslus met SOX9, waardoor de niveaus van beide genen toenemen. Het vormt een positieve terugkoppelingslus die SOX9 upreguleert, terwijl tegelijkertijd de vrouwelijke Wnt4-signaalroute wordt geïnactiveerd.

### WNT-4
Zodra SRY niet meer aanwezig is, worden genen die al tot expressie kwamen in ongedifferentieerde gonaden, zoals WNT-4, niet tot zwijgen (silencing) gebracht en bepalen daarom de differentiatie van de XX-genotype gonaden: de granulosacellen, en later het vrouwelijke geslachtsorgaan. (Rey 2000-) WNT-4 vertaalt zich naar een paracrien hormoon met dezelfde naam, dat een positieve terugkoppelingslus tot stand brengt met cytoplasmatisch β-catenine. Verhoogde concentraties WNT-4 en β-catenine neutraliseren en remmen de effecten van SOX9.

### RSPO1
Net als WNT-4 is RSPO1 een gen dat tot expressie wordt gebracht in ongedifferentieerde gonaden en dat, bij afwezigheid van het SRY-gen, de differentiatie van XX-geslachtsorganen bevordert. RSPO1 stimuleert de expressie van WNT-4 en draagt bij aan de toename van β-catenine en follistatine. Recessieve syndromen bij mensen kunnen de werking van dit gen onderbreken, waardoor bij XX-individuen een volledige seksuele terugkeer ontstaat, waardoor het XY-fenotype ontstaat, zelfs bij afwezigheid van het SRY-gen.